# По-родинному
«По-роди́нному» (фр. En famille) — новела французького письменника Гі де Мопассана, видана 1881 року. Сюжет твору розповідає про лицемірні відносини у родині Караванів, де марно очікували смерті матері й свекрухи.

## Історія
Новела «По-родинному» вперше вийшла друком 15 лютого 1881 року в журналі «La Nouvelle Revue». Друг Гі де Мопассана, російський письменник Іван Тургенєв з цієї нагоди писав автору: «Я пробіг Вашу новелу в „Нувель ревю“ з великою насолодою». Після цього Тургенєв порадив твір для публікації російській газеті «Порядок», де вона з'явилась вже у червні 1881 року. Класик російської літератури Лев Толстой залишив про цю новелу такі спогади у своєму щоденнику: 
|  | Учора читання оповідання Мопассана наштовхнуло мене на бажання зобразити вульгарність життя, як я її знаю… помістити серед цієї вульгарності духовно живу людину. |

Книжкою новела «По-родинному» вперше опублікована у збірці «Дім Тельє». Перший український переклад цієї новели належить Борисові Козловському, він побачив світ у восьмитомному зібранні творів Гі де Мопассана, виданому видавництвом «Дніпро».

## Сюжет
Пан Караван — непоказний сумлінний чиновник одного з міністерств французької столиці. Вже 30 років як він щодня виконує один і той же ритуал: йде на роботу, працює в постійному страху перед начальством, повертається додому в передмістя. Там його очікує жадібна дружина і 90-річна мати — сувора стара, у якої трапляються незрозумілі знепритомнення. Подружжя доглядає бабцю не без егоїстичних очікувань на спадок. Водночас пан Караван трохи пишається нею, адже її вік запорука здорової спадковості. Однак цього дня стара на вечерю не вийшла… Лікар Шене, професіонал сумнівної якості, констатував смерть. Проте це не перешкодило «згорьованій» родині й гостеві смачно попоїсти. Ввечері подружжя Караванів винесло з кімнати старої годинник і комод, щоби вони не дістались сестрі пана Каравана, яку з чоловіком викликали на похорон. Однак другого вечора бабуся оживає і починає клопотатися по хаті. Побачивши зникнення деяких речей, вона усвідомлює, що сталося під час її глибокого сну. Стара збирається переписати заповіт на онуку, народжену дочкою, усі очікування Караванів йдуть прахом.